# 영회원
영회원(永懷園)은 조선조 제16대 인조의 원자인 소현세자의 부인 민회빈 강씨(1611~1646)가 잠든 능원이다. 대한민국 경기도 광명시 노온사동 산141-20에 위치하고 있다. 사적 357호로 지정되었다.
민회빈은 병자호란의 패배로 청나라에 소현세자와 볼모로 갔을 때 진취적인 기상과 지혜로운 처신으로 조선의 입장을 대변하는 등 조선 궁궐의 여성상을 보여준 인물이기도 하다. 귀국 후 소현세자가 죽자 인조의 후궁 조씨 등이 민회빈이 왕을 독살하고 왕실을 저주한다는 모함을 하여 1646년 사약을 받고 죽었다. 숙종 44년(1718년)에 죄가 없음이 밝혀져 복권되었고 고종 7년(1903년)에는 무덤을 영회원이라 부르게 되었다.

## 같이 보기
- 소경원